# Gottfried Backhaus
Gottfried Fritz Backhaus (* 11. Oktober 1958 in Merseburg) ist ein deutscher Politiker (parteilos, vormals AfD und Die blaue Partei) und war von 2016 bis 2021 direkt gewählter Abgeordneter im Landtag von Sachsen-Anhalt.

## Leben
1967 und 1974 wurde die Familie von Gottfried Backhaus aufgrund des Braunkohleabbaus umgesiedelt.
Nach eigenen Angaben durfte Backhaus – obwohl Klassenbester – in der DDR kein Abitur machen, da er engagierter evangelischer Christ war. Er arbeitete als Feinmechaniker im Chemiekombinat. 1990 gab Backhaus diese Stelle auf und arbeitete dann als selbstständiger Fahrlehrer. Daneben war er als autodidaktischer Orgelbauer tätig.
Seit 2013 war er erwerbslos und bezog Arbeitslosengeld II.
Backhaus ist verheiratet und Vater von vier erwachsenen Kindern. Als seine Konfession gibt er „evangelisch-evangelikal“ an.

## Politik
Gottfried Backhaus gehörte 1989 zu den Mitgründern des örtlichen Ablegers des Neuen Forums und war parteiloser Lokalpolitiker.
Im Sommer 2013 trat er der Alternative für Deutschland bei. Bei der Landtagswahl 2016 erreichte er mit 33,1 Prozent der Erststimmen im Wahlkreis Querfurt das beste Wahlkreisergebnis seiner Partei und zog als direkt gewählter Abgeordneter in den Landtag von Sachsen-Anhalt ein.
Backhaus gehörte zur AfD-Landtagsfraktion. Er war in der 7. Wahlperiode der kirchenpolitische Sprecher der AfD-Fraktion und einer der zwölf Schriftführer, die den Landtagspräsidenten bei der Leitung der Plenarsitzungen unterstützen. Das Amt des Kirchenpolitischen Sprechers wurde ihm ebenso wie die Funktionen in den Ausschüssen für Bildung und Landwirtschaft Mitte Mai 2017 durch die AfD-Fraktion entzogen.
Am 2. Juni 2017 trat Backhaus aus der AfD-Fraktion aus. Er begründete seinen Austritt mit wachsenden extremen und radikalen Haltungen und Handlungen in der Fraktion. Sein Fraktionsaustritt war der zweite innerhalb weniger Tage: Ähnlich wie Sarah Sauermann, die kurz vor ihm die Fraktion verlassen hatte, führte Backhaus an, dass gemäßigte Mitglieder, die Kritik über die Entwicklungen formulierten, undemokratische Vorgehensweisen und Benachteiligungen durch den Landes- und Fraktionsvorstand André Poggenburg erfahren würden.
Am 17. Oktober 2017 trat Backhaus aus der AfD aus. Im Januar 2018 gab er seinen Beitritt zur Blauen Partei bekannt, die Ende 2019 aufgelöst wurde. Backhaus trat zur Landtagswahl 2021 nicht mehr an.

## Zeitungsbericht
- Alexander Schierholz und Jan Schumann: Habt ihr Kummer? – Die AfD will Politik für den kleinen Mann machen. Was ist daraus geworden, acht Monate nach dem Einzug in den Landtag? Der Abgeordnete Gottfried Backhaus zwischen Anspruch und Realität. In: Mitteldeutsche Zeitung, Halle (Saale), 11. November 2016, Seite 3 (sechsspaltige Reportage auf 3/4-Zeitungsseite, nicht online veröffentlicht)